# Eva Kavková
Eva Kavková (* 12. září 1976 Hradec Králové) je česká lektorka, terapeutka, politoložka, politička a bývalá místopředsedkyně České ženské lobby, která se angažuje v oblasti prosazování ženských práv, zejména v tématu vyrovnaného zastoupení žen a mužů v rozhodovacích pozicích. Její sestra je feministka a aktivistka Jana Smiggels Kavková, bývalá předsedkyně České ženské lobby.

## Studium
Vystudovala politologii na Fakultě sociálních věd Univerzity Karlovy v Praze. V průběhu studia získala roční stáž ve Výboru pro evropskou integraci PSP ČR.

## Profesní dráha
Tři roky pracovala jako koordinátorka sociálních projektů v evropské síti the European Contact Group, nejvíce ji ovlivnily pobyty ve Velké Británii, Švédsku a Belgii. V roce 2002 založila vlastní neziskovou organizaci – EKS, v jejímž čele dodnes stojí a která se zabývá vzděláváním a poradenstvím. V EKS se kromě managementu věnuje lektorování, kariérovému poradenství a koučinku, a také práci se znevýhodněnými ženami (migrantky, matky na rodičovské dovolené, dlouhodobě nezaměstnané). Spoluzaložila Expertní komoru kariérového poradenství. Je účastnicí psychoterapeutického výcviku pořádaného Českou společností pro analytickou psychologii a pracuje také jako terapeutka.  

## Angažmá v České ženské lobby a vystoupení v OSN
Na dvě období byla zvolena místopředsedkyní České ženské lobby, kde rovněž působila jako členka výkonného výboru. V roce 2010 a 2016 se za Českou ženskou lobby účastnila veřejného slyšení před Výborem CEDAW (Úmluva o odstranění všech forem diskriminace žen) v Organizaci spojených národů v Ženevě.

## Politika
Od roku 2013 je členkou Strany zelených a v témže roce kandidovala na pražské kandidátce ve volbách do Poslanecké sněmovny Parlamentu České republiky.  
Ve volbách do Poslanecké sněmovny PČR v roce 2021 byla lídryní Zelených v Praze, ale nebyla zvolena.

## Publikace
- Kolektiv autorů: Rozmanitý svět kariérového poradenství EKS, 2017, ISBN 978-80-87993-03-3 dostupné online Archivováno 24. 6. 2021 na Wayback Machine.